# Mads Lange

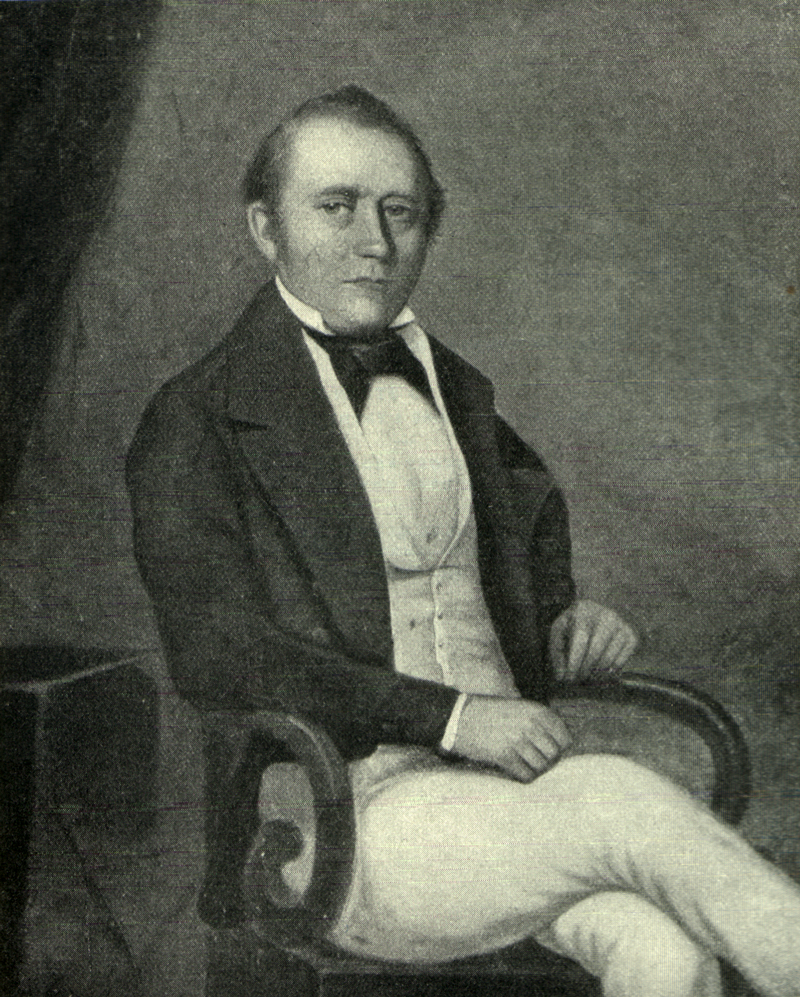
Portret, geschilderd op Bali door een Chinees kunstenaar

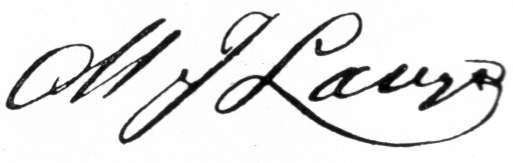
Handtekening

Mads Johansen Lange, bijgenaamd de koning van Bali, (Rudkøbing (Denemarken), 18 september 1807 - Kuta (Bali, Nederlands-Indië), 13 mei 1856), was een Deense handelaar, vredestichter op Bali, ridder in de Orde van de Nederlandse Leeuw en ontvanger van de Deense Gouden Medaille van Verdienste. Hij stamde uit een oude koopmansfamilie op Langeland. Zijn vader was Lorents Lange Pedersen, een koopman, en zijn moeder was Maren Lange, een koopmansdochter.
Lange maakte al snel een reis naar het Verre Oosten en vestigde zich op Bali. Hier bouwde hij in Kuta een bloeiende handelsonderneming op, die zich vooral bezighield met de uitvoer van rijst, specerijen en rundvlees, en met de invoer van wapens en textiel. Hij stond op goede voet met zowel de lokale Balinese vorsten (radja's) als de Nederlandse kolonisten. In de jaren 1840 trad hij met groot succes op als intermediair tussen de Nederlanders en de radja's.
In de tijd waarin hij in het buitenland vertoefde, bleef Lange contact houden met zijn vaderland. Hij zond kunstvoorwerpen en geld naar Denemarken. Op 48-jarige leeftijd overleed hij, mogelijk door vergiftiging. Het succes van zijn bedrijf was op dat moment al sterk afgenomen. Zijn broer en neef probeerden het tij nog te keren, maar moesten zich al snel gewonnen geven. De restanten verkochten zij aan een Chinese koopman. Lange had drie kinderen bij lokale vrouwen. Er bestaan nog steeds afstammelingen van Lange, onder wie de sultans van Johor.

## Kindertijd
Lange werd geboren in Rudkøbing op 18 september 1807 als tweede zoon van Lorents Lange en Maren Hansen. Hij had één zus en tien broers, waarvan er drie halfbroers waren uit het eerste huwelijk van zijn moeder. De jongste broer van Lange stierf op zesjarige leeftijd. Meer is er niet bekend over de kinderjaren van Mads.

### Voorouders
Vader Lorents Lange Pedersen was de zoon van meestermetselaar Peder Frandsen Knudsøn en Johanne Margarethe Lorentzdochter Lange. Als enige van zijn negen broers en zussen droeg hij zijn moeders achternaam Lorents als doopnaam. Alhoewel het idee was dat het een middelste naam zou zijn, werd het in de praktijk zijn achternaam en hierdoor leefde de familienaam van zijn moeder voort. Lorents was een van de drie kinderen die de kindertijd overleefden en de enige jongen in die groep.
Moeder Maren Hansen was in 1799 getrouwd met Mads Andresen, met wie zij drie zonen kreeg. Andresen overleed al in 1805 en later dat jaar trouwde zij met Lorents Lange. Ze had een taveerne en een winkel geërfd. Lorents nam deze bedrijven over en zette ze voort, hoewel hij eigenlijk geleerd had voor bouwmeester.
Lorents Lange was lid van de militie van Langeland en heeft indirect meegedaan in de napoleontische oorlogen. In de periode 1812-1813 waren er bij hem tussen de één en vier Spaanse soldaten ingekwartierd. Hij kreeg hiervoor 4 florijnen per maand. Het betekende echter wel dat het huis van de familie nu 14 à 15 personen herbergde en dit zal zeker een factor zijn geweest die geleid heeft tot de aankoop van een pand aan de Østergade 12-14 in 1816. Lorents Lange begon in 1822 ook een transportbedrijf, met een postkoets met twee paarden, niet ongewoon voor kooplieden in die tijd. In diezelfde tijd was de neef van Lorents de opzichter van de veerdiensten, wat ongetwijfeld heel goed van pas kwam voor het transportbedrijf. Lorents overleed in 1828 en Maren hertrouwde met Mads Hansen, een fokker van beroep.

## Carrière op zee
Lange trok al naar zee op 14-jarige leeftijd. Drie jaar later, in 1824, werkte hij aan boord van het schip Norden (Het Noorden), waar hij de eerste stuurman, later kapitein, John Burd ontmoette. Zij voeren jarenlang samen, onder meer naar de Deense handelspost Tranquebar, het huidige Tharangambadi. In 1833 keerden zij terug naar Denemarken en Mads greep deze gelegenheid aan om zijn ouderlijk huis te bezoeken. Hij bleef enige tijd in Denemarken en werd geteld in de volkstelling van februari 1834.
Ondertussen verkocht Burd het schip Norden in Hamburg. Na een tijdje kochten zij het schip Syden (Het Zuiden) waarmee zij richting India en China voeren. Burd was kapitein en Lange was eerste stuurman. Met hen mee voeren drie broers van Mads: Hans, Carl Emil en Hans Henrik, respectievelijk 20, 18 en 14 jaar oud. Geen van de vier broers zou ooit hun vaderland terugzien.

## Vestiging in het Oosten

### Lombok
In 1835 streek Mads neer op het eiland Lombok, ten oosten van Bali en Java, omdat er een levendig handelsverkeer was. Het eiland bevatte twee staatjes, Karangasem Lombok en Mataram. Het eerste was het grootste. De radja's van deze staat verleenden Lange tegen een jaarlijkse betaling toestemming om handel te drijven vanuit de havenstad Tanjungkarang. Hier bouwde Mads al snel zijn florerende onderneming op. Hij exporteerde koffie, rijst, specerijen en groene tabak. De import van textiel en wapens konden gemakkelijk aan de lokale, oorlogszuchtige stammen verkocht worden.
In 1839 braken er steeds vaker gevechten uit tussen de beide staatjes. Gecombineerd met pogingen van Nederland om het eiland te koloniseren, leidde dat ertoe dat Lange Lombok moest verlaten. De radja die hem steun had verleend werd namelijk verslagen en Mads moest halsoverkop in zijn kleine schoener Venus naar Bali vluchten.

### Bali

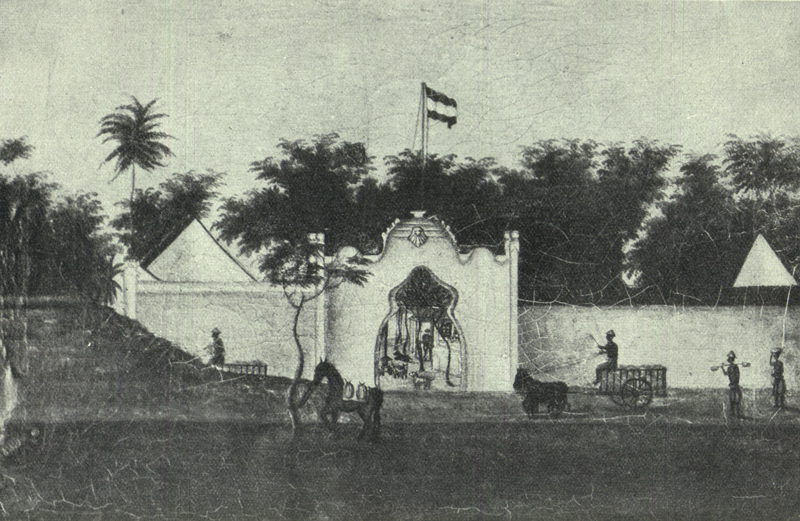
Poort van de factorij, schilderij ca. 1845

Lange moest nu op Bali opnieuw beginnen. Hij vestigde zich in het zuiden van het eiland, in de buurt van de stad Kuta. De stad lag op een smalle landtong, met de mogelijkheid goederen aan zowel de oostkant als de westkant uit te laden. In verband met de wisselvallige moessonwinden kwam dit erg goed van pas.
Vier factoren droegen bij aan het gemak waarmee Lange zich succesvol kon vestigen op Bali. Ten eerste had hij jaren gehandeld met Bali, en daarom kende hij de mogelijkheden die het eiland bood. Ten tweede had hij goede banden met de Balinese radja's. Hij was zelfs uitgenodigd door de radja Kesiman in Badung om zich te vestigen op het eiland. Dit betekende dat hij bescherming genoot en goedkope arbeid kon regelen. Ten derde leed de bevolking onder een economische depressie, nadat de oorlog met Java de export van slaven onmogelijk had gemaakt. Ten vierde was er een rijsttekort in Azië. Bali bezat de mogelijkheden om hier op in te springen, omdat de bevolking bestond uit goed geoefende rijstboeren. Het klimaat stond toe dat er wel drie keer per jaar geoogst kon worden.
Lange bouwde zijn factorij in Kuta en breidde die langzaam uit met woonhuizen en opslagplaatsen. Wolter Robert van Hoëvell bezocht Bali en Lange en gaf een beschrijving van de factorij.

Een grote stenen muur was het eerste waar ons oog op viel. Door een grote deur of poort, die 's nachts gesloten was, reden wij het verblijf binnen. Tegenover de poort staat een kanon met de loop richting de poort als waarschuwing bij vijandelijke aanvallen. Het bewees ook dat meneer Lange niet blindelings zijn welzijn toevertrouwde aan de Radja van het land waarin hij verbleef, en dat waakzaamheid en een geweer in de hand beter waren om op te bouwen.
Binnen deze muur bevinden zich de gebouwen die meneer Lange's huis vormen (...). Schoonheid wordt hier opgeofferd aan bruikbaarheid. Het centrale gebouw bestaat uit verscheidene goede gastverblijven die, zoals mij verzekerd werd, niets te wensen overlieten.
Op de voorgrond wordt de blik gevestigd op een grote pendoppo die bestemd is om de Balinezen die over handel kwamen praten te ontvangen. Er was bijna nooit plaats voor bezoekers. Je zou dit kunnen omschrijven als een beurs die eeuwig open is. Ook waren er een speciale eetzaal en biljartzaal, die erg goed op orde waren, en waarin de vrijgevige gastheer zorgde dat het zijn gasten aan niets ontbrak.
Naast het hoofdgebouw waren er verschillende woningen voor het personeel en zeer goede, ruime magazijnen. Zelfs hierin was er de hele dag een intense en ononderbroken drukte. Continu werd rijst binnengebracht door de Balinezen, tegen contante betaling of andere goederen die zij kwamen verwerven. Door het woord is binnen die muur door de creatieve kracht van de heer Lange gestaag een soort kolonie gegroeid, een levendige en dichtbevolkte stad, die orde, dynamiek en welvaart bezit.
— Van Hoëvell

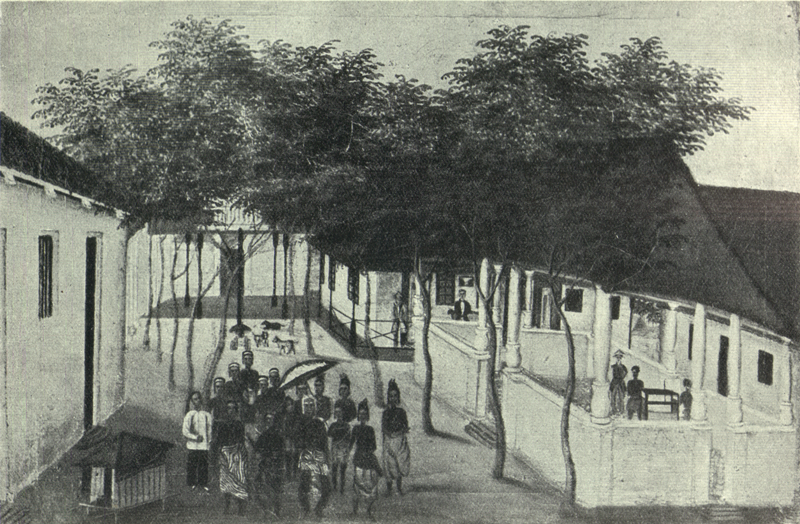
Factorij-woning met Mads Lange achteraan in het midden. Schilderij, ca. 1845

Lange stond op goede voet met de Balinezen en binnen een paar jaar had hij een bloeiend bedrijf opgezet met ongeveer 15 schepen, dat een levendige handel dreef in verschillende havens in Oost-Indië, West-Indië en Europa. Zijn broers hielpen hem in de factorij en voeren soms ook op de schepen, wanneer er veeleisende handelsmissies waren. Dankzij piraten en tropische weersomstandigheden waren zulke reizen niet geheel zonder gevaar. Twee van Mads' broers, Hans Henrik en Carl Emil stierven tijdens dit soort reizen. Carl Emil zelfs voor de ogen van Mads, toen de roeiboot waarin hij zat plotseling kapseisde.
Langes carrière als koopman steeg gedurende de jaren 1840 tot grote hoogten. In het midden van die periode kon zijn vloot van 15 schepen rond de 800 à 1500 ton vracht vervoeren. Veel van de schepen waren nieuw gebouwd, waarschijnlijk in Singapore, een stad die Mads vaak bezocht. Kokosolie werd in Singapore in grote hoeveelheden verkocht, met winsten van 200 à 300%. Daarom liet Mads ook een oliemolen in zijn geheel uit Europa importeren. Dit was een dure operatie, maar de kosten zouden binnen een paar jaar zijn terugverdiend. Rijst bleef goedkoop aangeboden worden in kranten in Singapore, Australië en China.
Voornamelijk Franse schepen kwamen naar Kuta om handelswaar in te laden, met name runderen, pony's, varkens en gevogelte. Vaak kwamen de Balinezen naar het strand met veel meer vee dan de schepen konden vervoeren. Hier kwam Lange dan bij kijken, want hij kocht het vlees dat overbleef, met name de runderen omdat dit populair voedsel was. Hij dreef op het strand een soort een slachthuis waar men snel koeien kon laten slachten. Gedroogde biefstuk, bekend als "ding-ding", werd naar de Nederlandse troepen op Java gestuurd.
In die tijd had de factorij van Lange handelsbelangen van een miljoen gulden, specifiek gericht op de handel met Java. Zijn succes was voornamelijk te danken aan zijn vermogen om persoonlijke banden aan te gaan, met name met de lokale radja's. De Nederlanders, die ook probeerden handel op te zetten in Bali, hadden minder succes en in mei 1844 benoemden de Nederlandse autoriteiten Lange tot hun agent op Bali, met het recht om de Nederlandse vlag te voeren. Van toen af werkte Mads niet alleen voor zichzelf, maar ook voor de Nederlandse autoriteiten, die profiteerden van zijn samenwerking.

### Vredestichter
Vanaf het midden van de jaren 1840 probeerden de Nederlanders opnieuw de macht over Bali en de daar gevestigde radja's te krijgen. In juli 1846 stuurden zij een troepenmacht naar het eiland, de eerste expeditie naar Bali. Hun doel was de in het noorden gelegen stad Buleleng. Zij stelden in een ultimatum dat binnen drie dagen aan hun eisen voldaan moest worden. Toen dit niet gebeurde, gingen de Nederlanders op 28 juni aan wal en openden de aanval op de stad, die werd veroverd en verbrand. De volgende dag trokken de troepen richting de residentie Singaradja. Die werd zonder veel weerstand ingenomen, omdat de Balinezen het binnenland introkken, richting het fort Djagaraga. De Nederlanders maakten bij hun aanval gebruik van hun vloot, waarvan de commandant een aanval op het binnenland niet steunde. Hier kwam Lange in beeld. Hij bood aan voor onderhandelingen naar de radja's van Buleleng en Karangasem te gaan. De besprekingen waren een succes en op 9 juli werden de vredesvoorwaarden van kracht. De radja's zouden een schadevergoeding betalen en tot die tijd zouden de Nederlanders een kleine bezettingsmacht op het eiland houden.
Toen de radja's niet alle beloften uit de vredesovereenkomst van 1846 nakwamen, zonden de Nederlanders begin 1848 een nog veel grotere vloot en troepenmacht naar noordelijk Bali, de tweede Bali-expeditie. Lange wist de staatjes Tabanan en Badung neutraal te houden, maar de rest van de Balinese strijdkrachten verzamelden zich bij Djagaraga, waar zij in 1846 hun toevlucht hadden gezocht. Terwijl de Nederlanders hun campagne voorbereidden, legden zij een blokkade rond de kusten van Bali, die zeer veel schade berokkende aan de handel. Djagaraga lag diep in het binnenland, zodat een aanval zonder steun van de vloot moest plaatsvinden. In eerste instantie ging alles goed, maar toen de Nederlandse troepen de Bulelengse rijksbestuurder Gusti Ketut Jelantik ontmoetten, die zich met zijn schutters ingegraven had, werden ze tegengehouden. Toen bleek dat de Nederlandse bevoorrading niet op orde was, onder meer omdat er niet genoeg koelies waren om alles te dragen. Doordat de Balinezen vanuit de dorpen begonnen aan te vallen, werden zij gedwongen zich haastje-repje terug te trekken.
De Nederlandse nederlaag op Bali resoneerde door heel Nederlands-Indië en de Nederlandse overheid voelde zich gedwongen haar autoriteit te doen gelden, om te voorkomen dat in andere delen van het eilandenrijk ideeën over opstand de kop zouden opsteken. Een nieuwe oorlogsmacht werd het volgende jaar gestuurd, twee keer zo groot als de vorige, de derde Bali-expeditie. Deze keer nam het leger 2000 koelies mee om de voorraden en de gewonden te dragen. Op 1 april 1849 bereikte de vloot de kust van Buleleng en op 4 april zette generaal-majoor Andreas Victor Michiels zijn hoofdkwartier op in het verlaten paleis van Singaraja. Gezanten van de radja's van Buleleng en Karangasem werden naar de generaal gestuurd, maar deze wilde alleen met de radja's zelf praten - en zo snel mogelijk als zij de bezette gebieden niet kwijt wilden raken. De bijeenkomst vond plaats op 7 april en de Balinezen arriveerden met een 12.000 man sterke troepenmacht bij het paleis, nadat de Nederlanders hadden laten weten dat de radja's zoveel lijfwachten mochten meenemen als zij nodig achtten. Het kwam bij deze bijeenkomst niet tot gevechten, want de radja's gingen in op alle eisen van de Nederlanders, inclusief de onmiddellijke afbraak van alle versterkingen in Djagaraga. Ook gedroegen de troepenmachten van beide zijden zich zeer gedisciplineerd. Nadat vervolgens de versterkingen niet bleken te worden afgebroken, werd Djagaraga na een tweedaags gevecht door de Nederlands-Indische troepen veroverd.

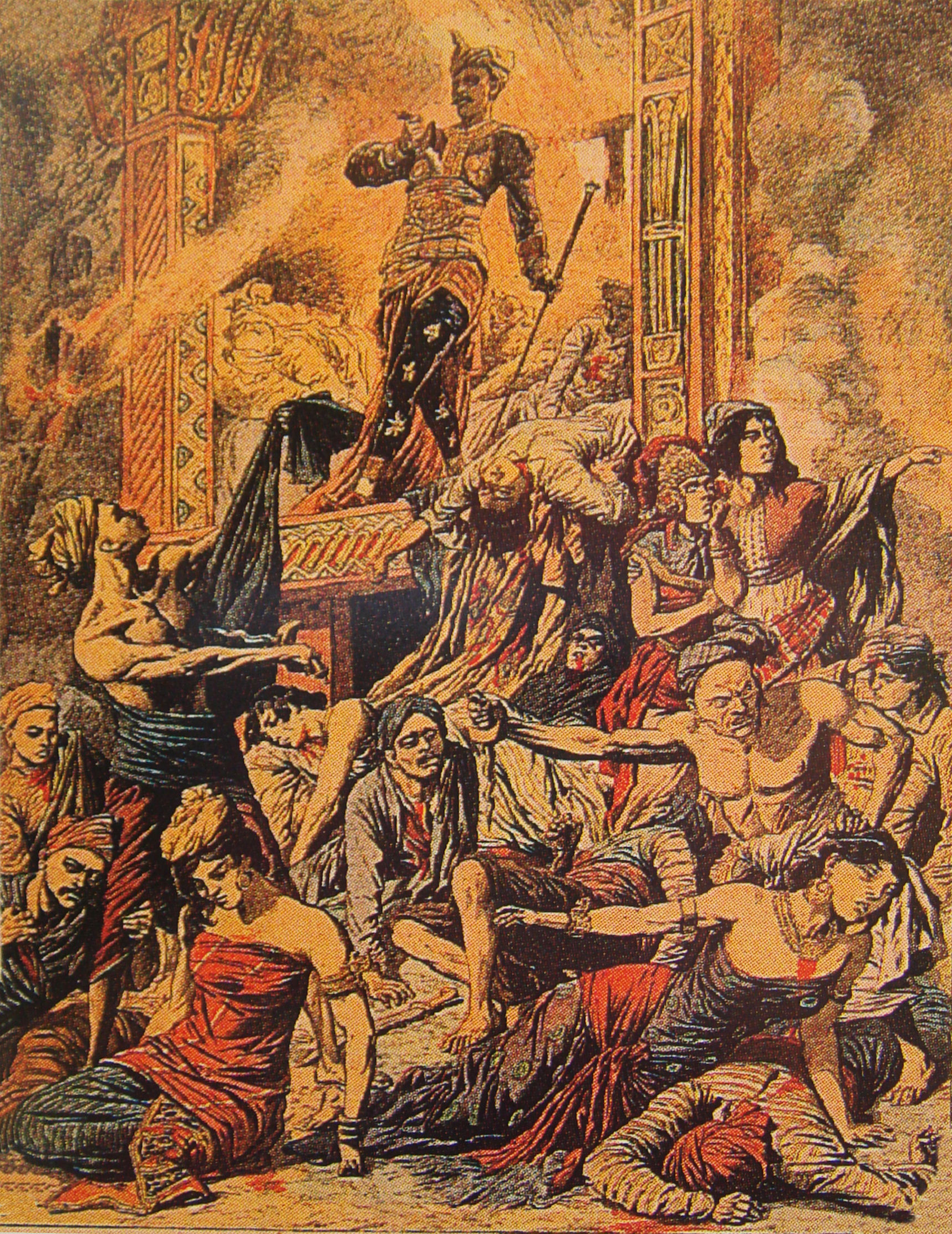
Radja van Boeleleng begaat Perang Poepoetan samen met zijn onderdanen, uit Le Petit Journal.

De Nederlanders besloten hun aandacht en troepen nu op Zuid-Bali te richten en zij openden de aanval op de rijkjes van Karangasem en Kloengkoeng. Tegelijkertijd namen zij een aanbod van 4000 soldaten aan van de prins van Lombok, die ook de macht over Karangasem wilde. Op 12 mei 1849 waren de voorbereidingen voltooid en landden de Nederlanders bij de kuststad Padang Cove, die zij veroverden. Een week later infiltreerden strijders uit Lombok in Karangasem, dat tegelijkertijd in opstand kwam tegen de radja. Met een totale nederlaag in het vooruitzicht bracht deze al zijn vrouwen en kinderen om en pleegde daarna zelfmoord. De radja van Boeleleng en Gusti Jelantik vluchtten de bergen in, op de hielen gezeten door de strijders uit Lombok. De Nederlanders konden zich nu concentreren op de aanval op Kloengkoeng, waar Dewa Agoeng zetelde, de belangrijkste en heiligste radja van Bali. Hij en zijn zuster waren de fanatiekste tegenstanders van de Nederlandse politiek in Bali. Het was dus van uiterst belang om hen buitenspel te zetten. De Nederlanders trokken verder onder leiding van majoor-generaal Andreas Victor Michiels. Ze veroverden een oude, heilige tempel en de stad Kasoemba. De volgende nacht werden zij echter door de Balinezen aangevallen. Michiels raakte gewond aan zijn dijbeen en overleed na een amputatie. De tweede man van de expeditie, luitenant-kolonel Jan van Swieten nam de leiding over. Na deze tegenslag besloot het leger terug te trekken naar de kust en verdere orders uit Batavia af te wachten. Daar ontmoetten zij de strijders uit Lombok, die duidelijk maakten dat de radja's en Gusti Jelantik niet meer in leven waren.

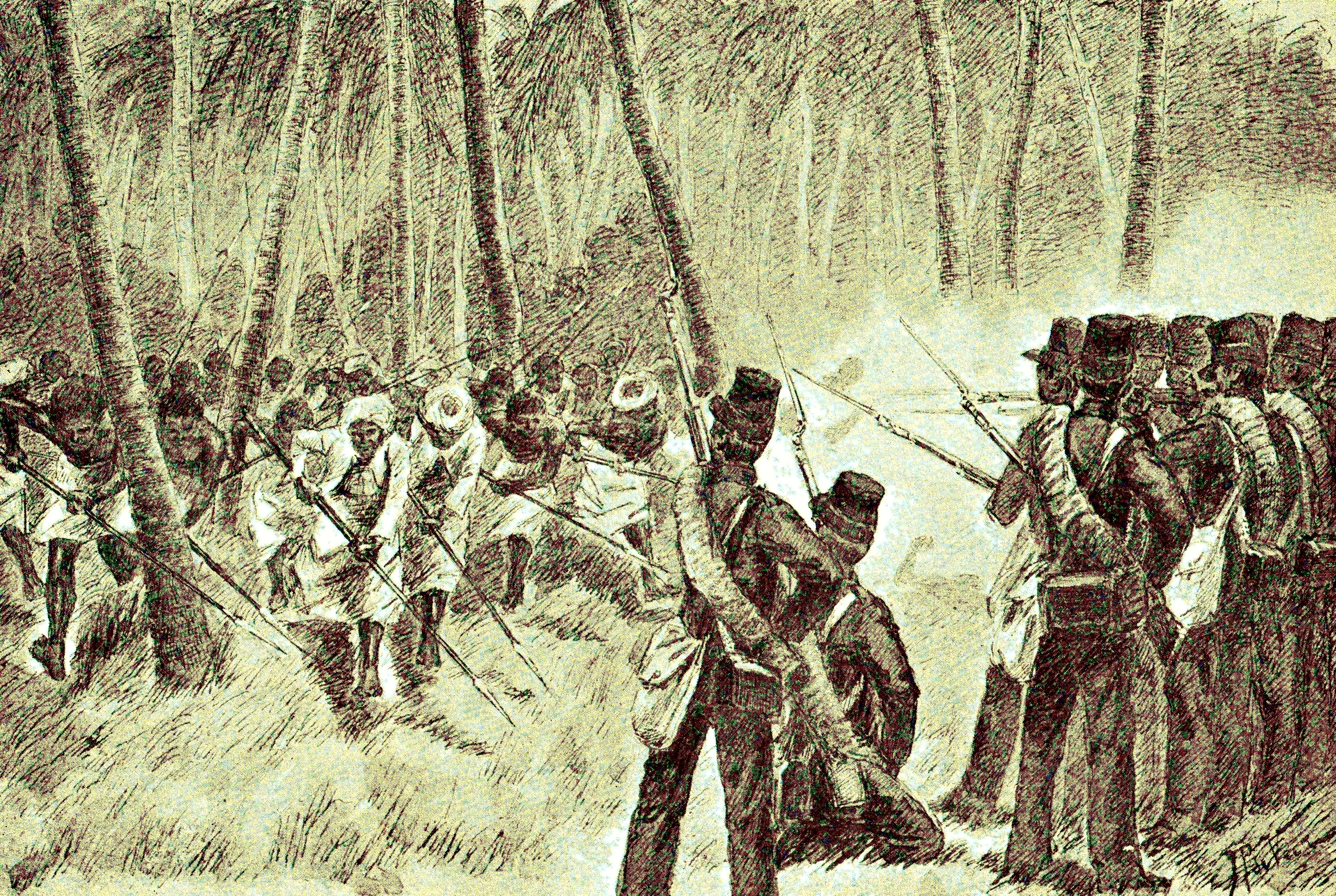
Balinezen vallen de Nederlanders aan bij Kasoemba

Langes handel leed onder de oorlog en nadat de radja van Kassim een aanval op het naburige Mengoewi had gepleegd, vreesde men in Kuta een tegenaanval. Mads overtuigde daarom de radja's om samen met hemzelf en een troepenmacht van 16.000 man, naar de dewa agoeng (de regent) te gaan om bij hem te pleiten voor vredesonderhandelingen met de Nederlanders. Alhoewel de Balinese situatie goed was, na de dood van Michiels en de aftocht van het Nederlandse leger, wist Lange toch de radja's over te halen om te onderhandelen. Hij had zijn Deense assistent Ludvig Verner Helms aan boord van de Venus vooruit gestuurd om de Nederlanders te informeren over zijn bemiddeling. Die geloofden niet dat Mads' pogingen zouden slagen. Toen het moessoenseizoen aanbrak, vonden zij dat er wat gedaan moest worden voordat de hele expeditie in het water zou vallen. Het leger trok richting Kasoemba, waar Michiels was omgekomen, en stuitte nauwelijks op weerstand omdat de Balinezen hun verdediging hadden geconcentreerd rond de hoofdstad Kloengkoeng. In de vroege morgen van 10 juni vertrokken de Nederlandse troepen vanuit Kasoemba naar Kloenkoeng. Onderweg kwamen zij Lange en een kleine troep ruiters tegen. Van hem hoorden zij dat de bemiddeling was mislukt en dat de radja's vrede wilden sluiten. Mads waarschuwde het leger niet verder te trekken, omdat hij niet kon uitsluiten dat de 16.000 man die hij had meegenomen zouden overlopen naar de Balinezen. De Nederlanders waren dankbaar voor de informatie en trokken zich terug. Ondertussen keerde Lange terug naar de radja's, samen met een Nederlandse officier, waar zij overeenkwamen dat de Balinezen een gezantschap naar de gouverneur-generaal zouden sturen om de Nederlandse soevereiniteit over het eiland te erkennen.
Enkele dagen nadat de nieuwe commandant van de strijdkrachten in Nederlands-Indië, prins Karel Bernhard van Saksen-Weimar-Eisenach, op het eiland was gearriveerd, organiseerde Lange een bijeenkomst voor alle Nederlandse soldaten en 12.000 Balinezen, aangezien de laatsten zeer benieuwd waren naar deze echte prins. De radja's en de prins verzekerden elkaar van hun vreedzame bedoelingen en de prins vertrok richting Batavia met de meerderheid van de Nederlandse troepen. Jan van Swieten werd belast met de taak een definitieve vrede te sluiten met de Zuid-Balinese vorsten. Omdat de woningen van de radja's te klein bleken, vonden de gesprekken plaats in de factorij van Lange. Die was inmiddels een permanente ontmoetingsplaats waar geschillen tussen Balinezen en buitenlanders werden opgelost. Lange betaalde soms schadevergoedingen uit eigen zak, met name in geschillen tussen radja Kassiman en de Nederlanders. De bijeenkomst vond plaats van 10 tot 15 juli. De dewa agoeng (de regent), de hoogste van alle radja's, was ziek en stuurde zijn zoon radja Geit Putera vanuit Kloengkoeng. Ook de radja's van Badoeng, Tabanan, Gianyar en Mengwi waren aanwezig. Beide partijen zagen de uitkomst als een overwinning. De Nederlanders verlieten het eiland soeverein, terwijl de Balinezen de rest van de 19de eeuw in feite zelfstandig zouden blijven.
Er waren naar schatting 20.000 deelnemers aan de bijeenkomt, voornamelijk Balinezen. Gedurende de vele dagen van onderhandelingen verbleven zij allen in en rond de factorij van Lange. Dit moet enorme kosten voor hem hebben meegebracht. Voor zijn verdiensten kreeg hij van radja Kassiman de eretitel unggawa besar (hoge commissaris), een van de hoogste titels op Bali. De Nederlanders beloonden Lange met het ridderkruis uit de Orde van de Nederlandse Leeuw, op 11 december 1849 door koning Willem III toegekend. De krant van Langeland, het eiland waar Lange geboren was, schreef in 1850 over de achtergronden: "Zijn vele grote verdiensten en zelfopofferende inspanningen tot steun der Nederlanders, zijn eindelijk door de Nederlandse regering erkend, zowel in Oost-Indië als in Europa, zoals bewezen door het feit dat hij verleden jaar benoemd is tot ridder van de Nederlandse Leeuw."

### Economische neergang
Na de oorlog werd Bali getroffen door een economische neergang, die ook invloed had op Lange en zijn factorij. Tijdens de campagnes van de Nederlanders was het eiland geblokkeerd geweest en had de handel vrijwel stil gelegen. Daarnaast had de meerderheid van de mannen van het eiland gevochten in de oorlogen in plaats van te werken op het land, zodat de productie van belangrijke exportproducten ingestort was. Lange kon wel rijst importeren uit Lombok en aan radja Kassiman verkopen, maar zijn duurbetaalde oliemolen kwam stil te liggen door een tekort aan kokosnoten.
Gelijktijdig met de daling in de productie nam het aantal schepen in de wateren rond Bali af, omdat schippers minder konden verdienen dan voorheen. Zeilschepen werden weggeconcurreerd door stoomschepen, wat betekende dat de grote handelsplaatsen als Hong Kong en Singapore meer verkeer tegemoet konden zien dan kleinere plaatsen. Lange kampte ook met ziekte en had plannen om terug naar Rudkøbing te reizen, zoals blijkt uit een nooit verzonden brief aan de radja van Tabanan

## Relatie met Denemarken
Lange vergat zijn vaderland niet, hoewel hij het grootste deel van zijn leven op Bali woonde. Hij zond een aantal stukken naar het Koninklijk Etnografisch Museum in Kopenhagen, dat in 1849 geopend werd door Christian Jürgensen Thomsen. Na de dood van Lange werd zijn scheepskist in 1938 aan het museum aangeboden door een Zweedse ingenieur, die de kist op Bali had gekocht. De vele giften die Lange schonk aan het museum, resulteerden op 28 juli 1854 in de toekenning van de gouden Medaille van Verdienste door Frederik VII van Denemarken. De besluitvorming rond de toekenning blijkt uit stukken in het Deense Nationaal Archief: "Mads Lange kreeg de gouden medaille bij Koninklijk Besluit van 28 juli 1854 na een voorstel van het Ministerie van Cultuur. Het initiatief voor deze erkenning werd genomen door Christian Jürgensen Thomasen, die op 7 maart een brief schreef aan de directeur van de Koninklijke Galerie, met de voordracht van Lange, omdat hij waardevolle kunstvoorwerpen had geschonken aan het Etnografisch Museum. De directeur stuurde het voorstel op 11 mei door naar het Ministerie van Cultuur, dat op 24 juli zijn goedkeuring verleende, waarna het op 28 juli door Frederik VII werd ondertekend."
Langes bijdrage beperkte zich niet tot de culturele sfeer. Zo stuurde hij een paar duizend rijksdaalders naar Denemarken tijdens de Eerste Duits-Deense Oorlog van 1848-1850. Hij zamelde ook geld in voor de Deense organisatie 'Hulp aan oorlogsgetroffenen.'

## Mads Langes dood
Lange overleed op 13 mei 1856 op 48-jarige leeftijd. Zijn dochter Cecilia was pas acht jaar oud, maar dacht net als Langes Engelse arts dat hij was vergiftigd tijdens een bezoek aan een radja. Er waren ook geruchten dat hij door de Nederlanders zou zijn vergiftigd. Er is nooit onderzoek gedaan naar de doodsoorzaak en daarom is het onmogelijk om alle theorieën te bewijzen dan wel te ontkrachten.
Tegenover schrijver Aage Krarup Nielsen beschuldigde Cecilia de neef van Lange, Peter Christian Lange, van het stelen van alles van waarde, waarna hij gevlucht zou zijn. Nielsen: "Hij was een rover die naar huis in Denemarken ging met alles dat er over was van mijn vaders rijkdom, zonder ons twee kinderen een cent te geven."
Schrijver Ludvig Verner Helms, die van 1846 tot 1849 op Bali voor Lange had gewerkt, nam het op voor deze neef, gebaseerd op een brief die hij in 1883 kreeg van een van Hans Nielsen Lange's zonen. Die schreef over Peter Christian Lange: "Hij verkocht alles dat aan mijn vader had toebehoord, schepen en gebouwen, niets werd er voor mij overgelaten. Het huis in Banjoewangi werd aan Cecilia nagelaten, maar omdat zij geen schriftelijk bewijs had dat zij Mads Langes dochter was, wilde de overheid het niet afstaan. "

### Testament
Lange had in 1851 een testament gemaakt. Krarup Nielsen ontving een afschrift van het testament van zijn dochter Cecilia tijdens haar bezoeken aan haar, en het is zeer waarschijnlijk dat dit er vandaag nog is in Det Kongelige Bibliotek in Kopenhagen.
Lange had op zo'n jonge leeftijd een testament geschreven omdat het in de jaren voor zijn dood steeds slechter was gegaan met zijn ooit zo bloeiende bedrijf. Tegelijkertijd geven brieven aan dat Lange van plan was terug naar Denemarken te reizen. Omdat zijn broer net was overleden bij een ongeval, zal hij gedacht hebben dat een testament voor een lange reis een goed idee was. Vlak voor het opstellen van zijn testamenten in 1851, heeft Lange waarschijnlijk zijn minnares, de Balinese Nyai Kenyèr, verloren aan een cholera-epidemie.
In het eerste testament werd aan zijn kinderen William Peter, Andreas Emil en Cecilia Catherina elk een legaat van 10.000 gulden nagelaten. Daarnaast zou Cecilia al zijn bezittingen en onroerend goed op Java erven, met de bepaling dat haar moeder haar hele leven gebruik mocht maken van deze bezittingen. Cecilia's moeder zou 3000 goudstukken erven, waarvan de rente haar financiële zekerheid zou geven. Ida Bay zou 4000 goudstukken en 1000 Spaanse daalders erven, maar zou Langes moeder moeten onderhouden, die alle resterende zaken zou erven. Als laatste zouden twee neven, een in Rudkøbing en een op Bali, elk 1000 gulden erven. Rond 1855 wijzigde Mads zijn testament. Zijn overleden zoon William werd eruit geschreven en het legaat van Andreas Emil werd teruggebracht tot 5000 gulden. Hij zou echter wel al zijn vaders persoonlijke bezittingen erven en zijn vader opvolgen in het bedrijf. Cecilia's legaat werd 25% teruggeschroefd en werd vastgezet voor een rente van 9%. Het zou niet vrijkomen voordat zij was getrouwd of de volwassen leeftijd had bereikt.

### Graf
Lange werd begraven in de buurt van zijn factorij in een klein bos van palmbomen. Vandaag ligt het graf aan de hoofdweg tussen Sanur en Kuta, en is er een obelisk geplaatst met kleine kiezels uit de oostkust van Bali. Deze obelisk werd in 1927 door de Nederlandse regering opgericht op het oorspronkelijke witte vierkante fundament, op aandringen van de consul van Denemarken in Surabaya, Johann Ernst Quintus Bosz.

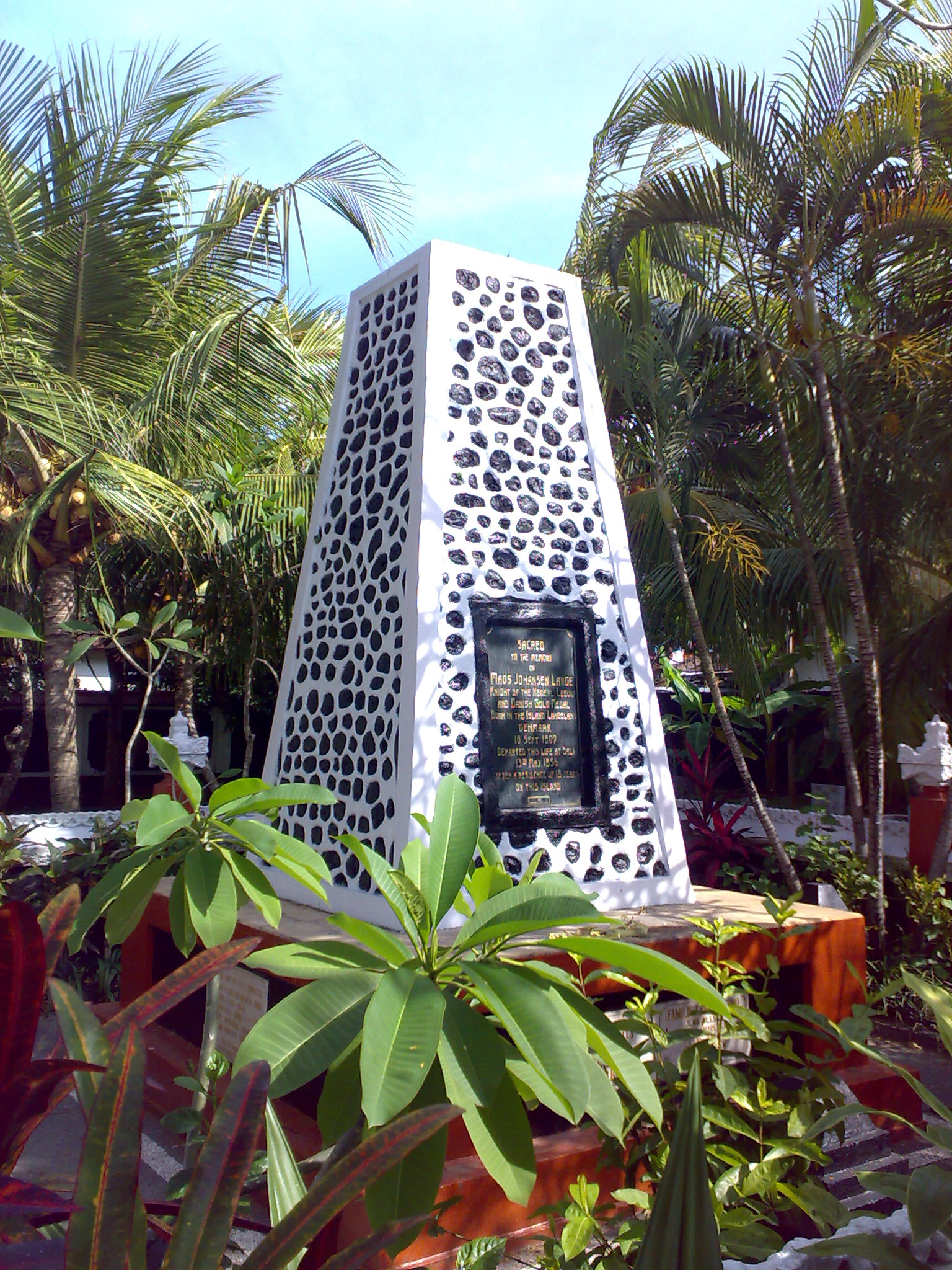
Het graf van Mads Lange
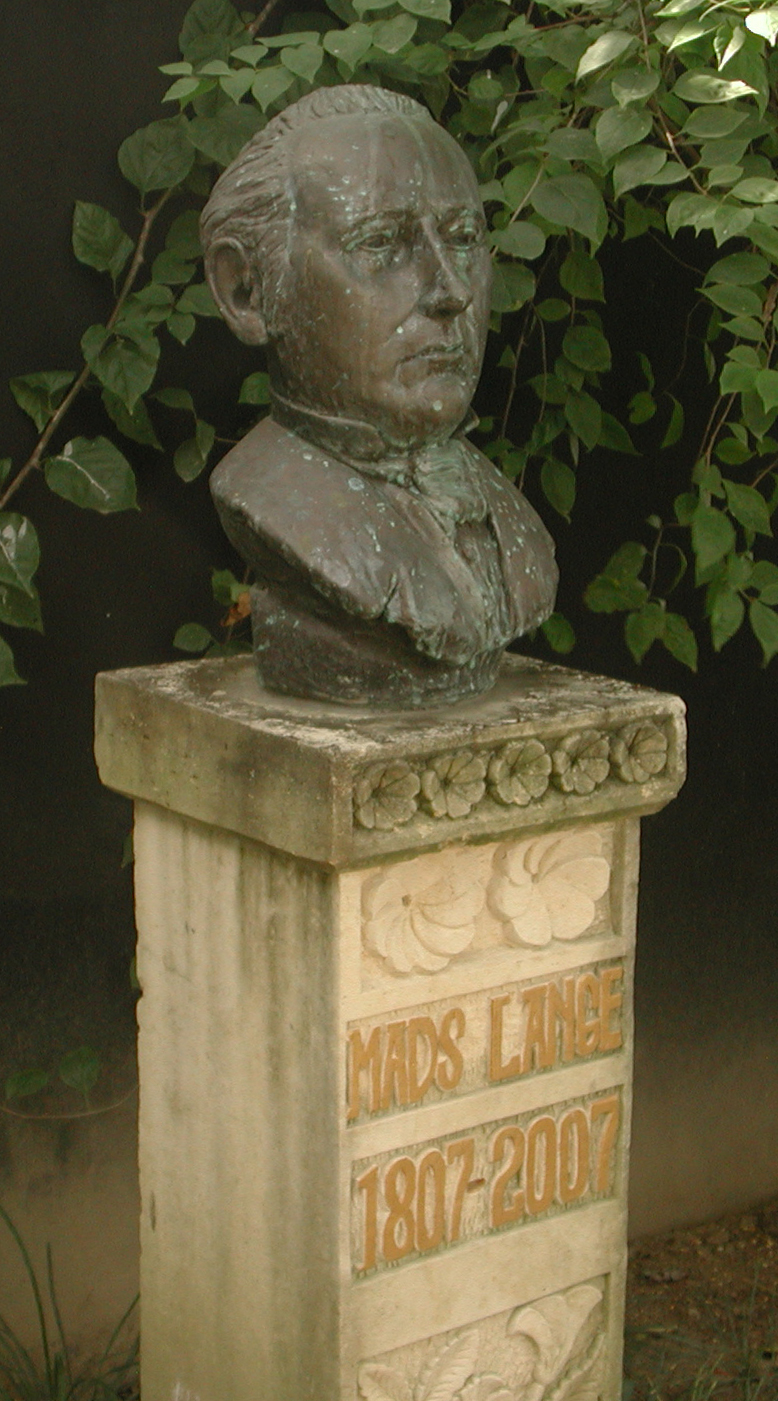
Buste bij het graf van Mads Lange
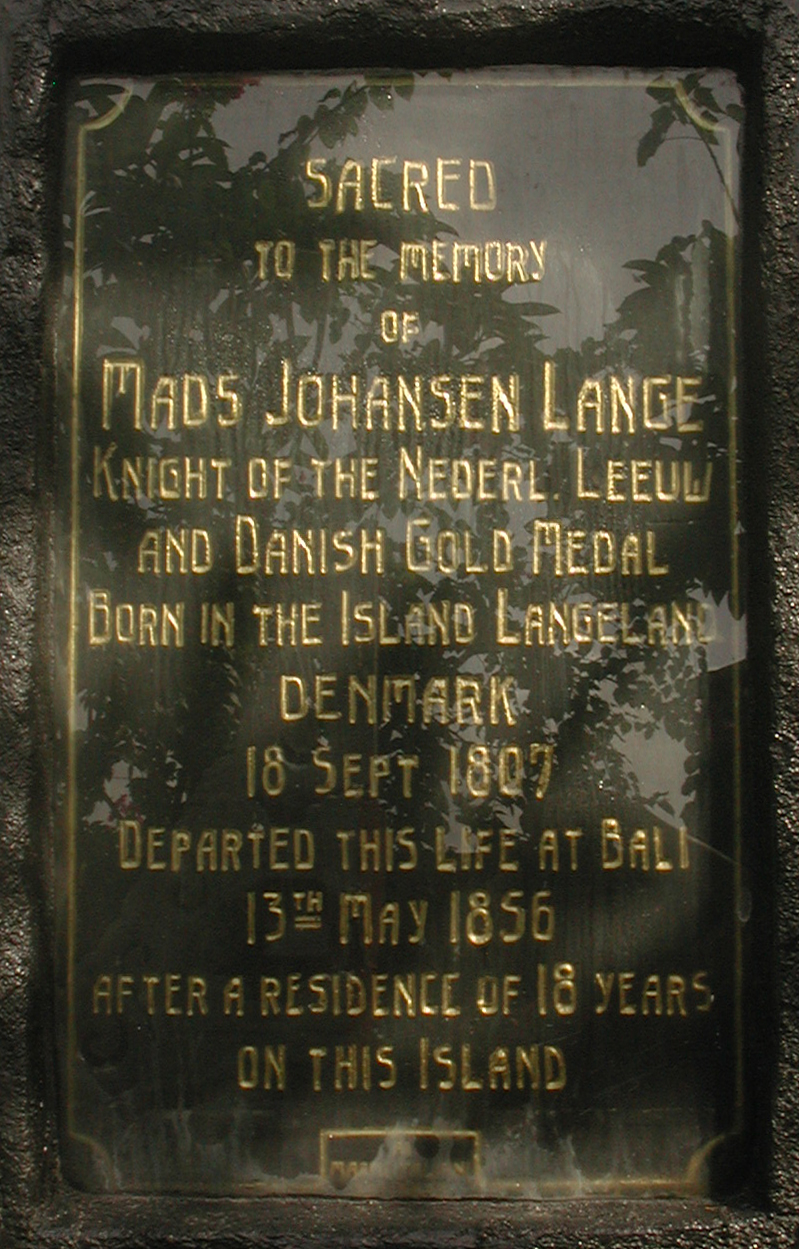
Close-up van de inscriptie op de grafsteen

### Het einde van de factorij
Mads Langes broer Hans en zijn neef Peter Christian probeerden de factorij in stand te houden na diens dood. De neef investeerde zelfs grote delen van zijn persoonlijke fortuin. Na de dood van Hans in 1860 bleef Peter het enige christelijke lid van de familie Lange op Bali. Toen radja Kassiman in 1863 overleed verloor de factorij haar beschermheer. Het duurde niet lang voordat Peter in conflict kwam met de radja's en vervolgens zijn factorij aan een Chinese koopman verkocht. Hij stierf in 1869 in Denemarken, 42 jaar oud.
Cecilia en haar halfbroer probeerde verschillende malen tevergeefs duidelijkheid te krijgen over de waarde van de bezittingen van hun vader in Bali. Een onderzoek door de Nederlandse overheid in 1872 resulteerde in diverse briefwisselingen tussen de radja en de Nederlandse autoriteiten. Ondertussen kwijnde het ooit zo bloeiende bedrijf weg. De leegstaande factorij werd verlaten en vandaag is er geen zichtbaar bewijs van het bestaan.

## Nakomelingen
Lange is nooit getrouwd. Hij hoopte zijn hele leven te trouwen met zijn tien jaar jongere nichtje Ida Bay, aan wie hij brieven en cadeautjes stuurde. Zij had duidelijk niet dezelfde gevoelens voor hem en weigerde ook in te gaan op de brief met het huwelijksaanzoek uit het Oosten.
Lange verwekte drie kinderen bij twee vrouwen op Bali. De ene vrouw was een Balinese genaamd Njai Kenjèr of Nyai Kenyèr. Zijn tweede vrouw was een Chinese, naar wie Lange verwijst als Nonna Nonna Sangnio ("Miss" of "meesteres").
Zijn drie kinderen waren William Peter (1843) en Andreas Emil (1850) met Nyai Kenyèr en Cecilia Catharina (1848) met Nonna Sangnio.
De beide zonen gingen naar school in Singapore. William Peter overleed hier op 12-jarige leeftijd. Andreas Emil werd opgeleid aan het Raffles Instituut, trouwde met een Maleise en kreeg een aantal kinderen. Afstammelingen van hem wonen tegenwoordig in Singapore en Australië. De voormalige Nieuw-Zeelandse premier David Lange, van wie bekend is dat hij van Deense komaf is, behoort volgens hemzelf tot een aparte tak van de familie.
Dochter Cecilia werd op zevenjarige leeftijd naar Singapore gestuurd voor een opleiding op een kloosterschool. Het jaar daarop overleed haar vader en ze werd geadopteerd door een Engelse familie. Zij namen haar mee op vakanties naar Europa en India. Dit betekende dat zij een zeer uitgebreide opleiding kreeg, die haar goed van pas kwam toen zij in 1870 in Singapore terugkeerde. Hier ontmoette zij Abu Bakar, die op dat moment heerser van Johor in Maleisië was. Hij was zo verliefd op haar dat hij geen acht sloeg op de toen gangbare stereotype ideeën die een huwelijk tussen een volbloed Maleisiër en een Euraziatische in de weg stonden. Cecilia werd echter de tweede vrouw van de Maharadja, en toen hij in 1885 door de Britten tot sultan werd benoemd, was het zijn derde vrouw Fatima die tot sultana werd verheven. De sultan verleende Cecilia de titel "Inch Besar Zubidah", die geschonken wordt aan vrouwen van de sultan die niet de titel sultana dragen. In tegenstelling tot de andere vrouwen van de sultan was het Cecilia die het leven schonk aan een zoon en zo de familielijn voortzette. Haar zoon, sultan Ibrahim, is een afstammeling van Lange en zijn familie zit nog steeds op de troon van Johor.